# حقل الزبير
30°21′N 47°36′E / 30.35°N 47.6°E
حقل الزبير هو حقل نفط عراقي يقع في الزبير في محافظة البصرة جنوب العراق، يرجع تاريخ الحقل إلى عام 1949 حيث تم إنتاج أول كمية منه، والحقل وينتج بحدود 220 الف برميل يوميا. كما وقعت وزارة النفط العقد النهائي لحقل الزبير النفطي بمحافظة البصرة ضمن جولة التراخيص الأولى، والذي من المؤمل ان يوفر أكثر من 10 آلاف فرصة عمل ويساهم في تطوير الواقع الاقتصادي للمحافظة.وكان ائتلاف من شركات إيني الإيطالية، وكوكاز الكورية، وأوكسيدنتال بتروليوم الأمريكية، فاز بعقد تطوير حقل الزبير النفطي في البصرة ضمن جولة التراخبص الأولى، والذي يبلغ معدل احتياطياته أربعة مليارات برميل.